# Stadhouderskade 47-49
Het gebouw Stadhouderskade 47-49/Ruysdaelkade 3-5 bestaat uit een huizenblok gelegen op de hoek Stadhouderskade/Ruysdaelstraat in De Pijp te Amsterdam-Zuid. 
Het rijk gedecoreerde gebouw met balkons bestaat uit een aantal herenhuizen naast elkaar. Het is op die hoek in een symmetrische bouw neergezet. Zelfs de blinde vensterassen vormen een spiegelbeeld. Op een hoek zou je een perfect vierkant verwachten, maar dat is niet helemaal het geval. Door het traject van de Stadhouderskade ter plaatse staat een van de gevels niet loodrecht op de ander. Wie het originele ontwerp voor de panden heeft gemaakt is niet bekend, het zou J.Fruijtier kunnen zijn maar ook H. Pleiter. Beiden waren officieel geen architect. De huizen hier werden vaak gezet op door makelaars gekochte terreinen. Aan de hand van de bouwstijl kan de architect ook niet teruggevonden worden. Het bestaat uit een allegaartje van bouwstijlen en versieringen, hetgeen in de kunst(en) aangeduid wordt met Eclecticisme. Die stijl komt ter plaatse vaker voor, ook de woningen Ruysdaelkade 11-25 hebben die stijl(en).   
Oost ·
160 ·
158 ·
157 ·
156 ·
155 ·
151-154 ·
149-150 ·
145-146 ·
142-144 ·
140-141 ·
137-139 ·
135-136 ·
130-134 ·
129 ·
128 ·
125-127 ·
123-124 ·
116-122 ·
115 ·
110-113 ·
100-101 ·
97 ·
95-96 ·
93-94 ·
92 ·
91 ·
89-90 ·
87-88 ·
86 ·
85 ·
84 ·
82-83 ·
78-79 ·
77 ·
Heineken Brouwerij ·
74 ·
72-73 ·
69-70 ·
68 ·
67 ·
65-66 ·
64 ·
62-63 ·
60-60a ·
58-59 ·
56-57 ·
Willemshuis ·
Van Nispenhuis ·
Kapel van Sint Josephs Gezellen-Vereeniging ·
54 ·
52-53 ·
47-49 ·
Carel Willinkplantsoen ·
Polderhuis ·
Ruysdaelkade 2-4 ·
Judith Leysterbrug ·
42 (Rijksmuseum) ·
40-41 ·
31-35 ·
30 ·
29 ·
Park Centraal Amsterdam ·
Stedemaagd (Vondelpark) ·
Byzantium ·
Koepelkerk ·
12 (Marriott) ·
Persilhuis ·
7 ·
5 ·
3 ·
1 ·
West